# Malligere, Chiknayakanhalli
Malligere là một làng thuộc tehsil Chiknayakanhalli, huyện Tumkur, bang Karnataka, Ấn Độ.